# 9-es busz (Tatabánya)
A tatabányai 9-es jelzésű autóbusz a Kertváros, végállomás és a Szent István úti forduló között közlekedik. A vonalat a T-Busz Tatabányai Közlekedési Kft. üzemelteti.

## Története
A buszvonalat 2018. január 1-jén vette át Tatabánya új közlekedési társasága, a T-Busz Kft, a járatot pedig a Szent István úti fordulóig hosszabbították a megszűnő 45-ös busz útvonalán. 2018. július 1-jétől 9D jelzésű betétjárata is közlekedik Dózsakert betéréssel.

## Útvonala
| Szent István úti forduló felé | Kertváros, végállomás felé |
| --- | --- |
| Kertváros, végállomás – Építők útja – Hadsereg utca – Szent György utca – Szőlődomb utca – Búzavirág utca – Dankó Pista utca – Dózsa György út – Győri út – Mozdony utca – Jedlik Ányos utca – Autóbusz-állomás (16) – Jedlik Ányos utca – Mozdony utca – Álmos vezér utca – Komáromi utca – Fő tér – Mártírok útja – Ifjúság út – Sárberki lakótelep – Bláthy Ottó utca – Ady Endre utca – Mátyás király út – Aradi utca – Cementgyári út – Tarjáni út – – Térmester utca – Gyár utca – Széchenyi utca – Szent István utca – Szent István úti forduló | Szent István úti forduló – Szent István utca – Széchenyi utca – Gyár utca – Térmester utca – – Tarjáni út – Cementgyári út – Aradi utca – Mátyás király út – Ady Endre utca – Bláthy Ottó utca – Sárberki lakótelep – Ifjúság út – Mártírok útja – Fő tér – Komáromi utca – Álmos vezér utca – Mozdony utca – Jedlik Ányos utca – Autóbusz-állomás (16) – Jedlik Ányos utca – Mozdony utca – Győri út – Dózsa György út – Dankó Pista utca – Búzavirág utca – Szőlődomb utca – Szent György utca – Hadsereg utca – Építők útja – Kertváros, végállomás |

## Megállóhelyei
| 0  | 0  | Kertváros, végállomás végállomás    | 44 | 40 | 3, 3A, 3G, 3L, 4, 4E, 8, 8L, 8S, 9D, 10, 18, 38, 38G, 52, 53, 53B, 54 |
| 1  | 1  | Kölcsey Ferenc utca                 | 43 | 39 | 3, 3A, 3G, 3L, 4, 4E, 8, 8L, 8S, 9D, 10, 18, 38, 38G, 52, 53, 53B, 54 |
| 2  | 2  | Bányász Művelődési Ház              | 42 | 38 | 3, 3A, 3G, 3L, 4, 4E, 8, 8L, 8S, 9D, 10, 18, 38, 38G, 52, 53, 53B, 54 |
| 3  | 3  | Gerecse utca                        | 41 | 37 | 3, 3A, 3G, 3L, 4, 4E, 8, 8L, 8S, 9D, 10, 18, 38, 38G, 52, 53, 53B, 54 |
| 5  | 5  | Kertvárosi lakótelep                | 39 | 35 | 3G, 3L, 4, 4E, 8L, 9D, 10, 18, 38, 38G, 52I, 53, 53B, 53I, 54, 59B |
| 6  | 6  | Szőlődomb utca                      | 38 | 34 | 4, 4E, 9D, 52I, 53, 53B, 53I, 54, 59B |
| 7  | 7  | Szőlődomb utca, alsó                | 37 | 33 | 4, 4E, 9D, 52I, 53, 53B, 53I, 54, 59B |
| 8  | 8  | Búzavirág utca                      | 36 | 32 | 4, 4E, 9D, 50, 51, 51B, 53, 55, 57, 59, 59I 8402, 8403 |
| 10 | 10 | Tejüzem                             | 34 | 30 | 4, 4E, 4F, 50, 51, 57, 59I |
| 11 | 11 | Kertvárosi elágazás                 | 33 | 29 | 2, 4, 4E, 9D, 50, 51, 57, 59I 8402, 8403, 8441, 8442, 8443, 8460, 8462, 8464 |
| 13 | 12 | Madách Imre utca                    | 31 | 27 | 1, 1G, 2, 6, 9D, 11, 16, 26, 26R, 50, 51B, 52, 52I, 57, 59I 8443 |
| ∫  | ∫  | Kollégium                           | 30 | 26 | 1, 1G, 6, 8, 8L, 8S, 11, 18, 38, 38G, 50, 57, 59 |
| 15 | 14 | Kórház                              | 29 | 25 | 1, 1G, 6, 8, 8L, 8S, 11, 16, 18, 38, 38G, 50, 57, 59B 8402, 8403, 8419, 8441, 8442, 8443, 8444, 8460, 8462, 8464 1702, 1758, 1841, 1842, 1844, 1845, 1848, 1851, 1852 |
| 17 | 16 | Vasútállomás                        | ∫  | ∫  | 1, 1G, 2, 5, 5P, 9D, 15, 16, 26, 26R, 38, 38G, 50, 53I, 55, 57, 59B S10 G10 S12 IC, EC, EN, gyorsvonat, expresszvonat, |
| 19 | 18 | Autóbusz-állomás (16)               | 26 | 22 | 1, 1G, 2, 5, 5P, 6, 9D, 10, 11, 15, 16, 26, 26R, 50, 55, 57, 70 770, 8400, 8401, 8402, 8403, 8406, 8410, 8421, 8422, 8423, 8432, 8435, 8436, 8437, 8441, 8444, 8460, 8462, 8464, 8471, 8472, 8479 1702, 1758, 1784, 1824, 1841, 1842, 1843, 1844, 1845, 1848, 1850, 1851, 1852 S10 G10 S12 IC, EC, EN, gyorsvonat, expresszvonat, |
| ∫  | ∫  | Álmos vezér utca                    | 25 | 21 | 6, 9D, 10, 53I, 59B, 70 |
| 21 | 20 | Fő tér                              | 24 | 20 | 2, 3, 3A, 3G, 3L, 6, 9D, 10, 16, 38, 38G, 53, 53B, 57, 59B, 59I, 70 8443 |
| 23 | 21 | Mártírok útja                       | 23 | 19 | 2, 3, 3A, 3G, 3L, 6, 9D, 10, 16, 38, 38G, 53, 53B, 57, 59B, 59I, 70 8443 |
| 24 | 22 | Ifjúság út                          | 22 | 18 | 2, 3, 3A, 3G, 3L, 6, 9D, 10, 16, 38, 38G, 52, 52I, 53, 53B, 57, 59B, 59I, 70 8443 |
| 27 | 24 | Sárberki lakótelep                  | 18 | 15 | 2, 8S, 9D, 52, 52I, 59, 59I 8443 |
| ∫  | ∫  | Sárberki lakótelep, bejárati út     | 17 | 14 | 2, 8S, 9D, 52, 52I, 59, 59I |
| 29 | 26 | Tesco                               | 15 | 13 | 8, 8L, 8S, 9D, 18, 38, 38G, 53B, 57, 59, 59I |
| 30 | 27 | Ady Endre utca                      | 14 | 12 | 3A, 8, 8L, 8S, 9D, 53B, 57, 59, 59I |
| 32 | 29 | Mátyás király út                    | 12 | 10 | 3A, 8, 8L, 8S, 9D, 53B, 57, 59, 59I |
| 33 | 30 | Alsógalla, vasúti megállóhely       | 11 | 9  | 3A, 8, 8L, 8S, 9D, 53B, 57, 59, 59I S10 G10 S12 |
| 35 | 32 | Cementgyári út                      | 9  | 8  | 9D 8406, 8410, 8421, 8422, 8423 |
| 38 | 34 | Mésztelep                           | 6  | 6  | 9D |
| 39 | 35 | Felsőgalla, vasútállomás            | 5  | 5  | 9D |
| 40 | 36 | Felsőgallai temető                  | ∫  | ∫  | 9D |
| 41 | 37 | Szolgáltató ház                     | 3  | 3  | 1, 1G, 5, 5P, 9D, 51, 51B 8432, 8435, 8436, 8437 |
| 42 | 38 | Templom utca                        | 2  | 2  | 1, 1G, 5, 5P, 9D, 51, 51B |
| 43 | 39 | Szikla utca                         | 1  | 1  | 1, 1G, 5, 5P, 9D, 51, 51B 8432, 8435, 8436, 8437 |
| 44 | 40 | Szent István úti forduló végállomás | 0  | 0  | 1, 1G, 5, 5P, 9D, 51, 51B |